# Hirtodrosophila ramulosa
Hirtodrosophila ramulosa är en tvåvingeart som först beskrevs av Burla 1956.  Hirtodrosophila ramulosa ingår i släktet Hirtodrosophila och familjen daggflugor. Inga underarter finns listade i Catalogue of Life.